# Rin Asuka
Rin Asuka (飛鳥 凛, Asuka Rin) (Osaka, Japão, 28 de março de 1991) é uma atriz japonesa.

## Filmografia

### Filmes
| Ano  | Título original                                         | Título em português | Papel           | Observações |
| 2007 | Tenshi ga Kureta Mono                                   |                     |                 |             |
| 2008 | Kuchisake Onna 2                                        |                     | Mayu Sawada     |             |
| 2008 | Higurashi no Naku Koro ni                               |                     | Mion Sonozaki   |             |
| 2008 | Dousoukai                                               |                     | Eri             |             |
| 2008 | ToriCon!!!                                              |                     | Hitomi          |             |
| 2008 | Seifuku SurviGirl                                       |                     |                 |             |
| 2009 | Higurashi no Naku Koro ni Chikai                        |                     | Mion Sonozaki   |             |
| 2009 | Kamen Rider × Kamen Rider W & Decade: Movie War 2010    |                     | Wakana Sonozaki |             |
| 2010 | Kamen Rider W Forever: A to Z/The Gaia Memories of Fate |                     | Wakana Sonozaki |             |

### Televisão
| Ano  | Título original         | Título em português | Papel            | Observações |
| 2007 | Asakusa Fukumaru Ryokan |                     |                  | TBS         |
| 2008 | Keitai Sosakan 7        |                     | Akira Karasaki   | TV Tokyo    |
| 2008 | Hiroe no Michishirube   |                     | Yoshiko Nakamoto | TV Osaka    |
| 2008 | Last Mail               |                     | Nozomi Watase    | BS Asahi    |
| 2010 | Getsuyo Golden          |                     |                  | TBS         |

### Tokusatsu
| Ano       | Título original | Título em português | Papel           | Observações |
| 2009-2010 | Kamen Rider W   |                     | Wakana Sonozaki | TV Asahi    |